# André Dias
André Gonçalves Dias, plus connu sous le nom André Dias, est un footballeur brésilien né le 15 mai 1979 à São Bernardo do Campo. Il joue au poste de défenseur central.